# Música do Sudão
O Sudão tem uma rica e singular cultura musical, que tem tido através da instabilidade crónica e da repressão durante a história moderna do Sudão.
Começando com a imposição de uma rigorosa lei sharia em 1989, muitos dos mais proeminentes músicos e poetas do país, como o poeta Mahjoub Sharif foram presos, enquanto outros fugiram para o Cairo, como Mohammed el Amin e Mohammed Wardi (Mohammed el amin retornou ao Sudão em 1991 e Mohammed Wardi regressou em 2003).